# Nikola Potkonjak
Nikola Potkonjak (1924) – serbski pedagog, profesor Uniwersytetu w Belgradzie, redaktor czasopisma Pedagogija. Interesuje się głównie pedagogiką porównawczą, teorią i praktyką kształcenia pedagogicznego oraz teoretycznymi i metodologicznymi problemami pedagogiki.

## Ważniejsze prace
- Kontrola i ocena pracy szkół podstawowych (1972)